# 大阪 戀之歌
「大阪 戀之歌」（大阪 恋の歌）是日本的女子偶像組合「早安少女組。」的第26张单曲。2005年4月27日由zetima发售。

## 概要
- 「大阪 戀之歌」是早安少女組。二期成員矢口真里的最後一張單曲和四期成員石川梨華的畢業單曲。
- 此單曲有2個版本，分別有「初回生産限定盤」和「CD ONLY」。
- 矢口真里在單曲發售前的4月14日因故退出組合，但當時歌曲錄製和MV拍攝等工作已經全數完成，矢口本人也有參與數場打歌的節目錄製。自當天起組合以矢口不在的十人陣容繼續打歌，單曲則照常發售，沒有作出任何變更。
- 在5月9日於公信榜单曲週排行榜取得第2位。

## 收錄内容

### CD（初回生産限定盤A - B, CD ONLY）
1. 大阪 戀之歌
（作詞・作曲：淳君 編曲：鈴木Daichi秀行）
  - 歌詞全部使用近畿方言（關西腔）進行寫作。大阪府出身的淳君評論歌曲稱「為了表達對家鄉的感情，使用了製作人的特權，讓早安少女組。的成員們認識和了解大阪」。在當時，組合歷任成員中都還沒有來自大阪府的成員，至今（2025年）都僅有十二期成員尾形春水一人是大阪府出身。
  - 隊形中心位置由高橋愛擔任，主音則為高橋愛、藤本美貴和石川梨華。歌曲開頭的關西腔獨白則由吉澤瞳負責。
  - 淳君其後也在自己的專輯《TYPE2》中翻唱此曲。
2. NATURE IS GOOD!
（作詞・作曲：淳君  編曲：高橋諭一）
3. 大阪 戀之歌(Instrumental)